# Sell-in-May
Der Sell-in-May-Effekt bezeichnet das Phänomen überdurchschnittlich hoher Kapitalmarktrenditen in den Monaten Oktober bis April. Die zeitliche Einordnung kann jedoch leicht abweichen. Beim Sell-in-May Effekt handelt es sich um eine Kapitalmarktanomalie.

## Verwandte Begriffe
Im Zusammenhang mit dem Sell-in-May-Effekt wird oft auch von Halloween-Effekt, Wintereffekt oder Jahresendrallye gesprochen. Die Bezeichnung Halloween-Effekt steht in Verbindung mit dem gleichnamigen Brauchtum zum 31. Oktober, welches den Umbruch zwischen Sommer- und Wintermonaten definiert. Bei der Jahresendrallye handelt es sich um den Schlussspurt an den Börsen, der überwiegend in die Weihnachtszeit fällt. Der Dezember gehört statistisch gesehen zu den stärksten Monaten an der Börse. Der Ausdruck Sell-in-May-Effekt ist auf eine Börsenweisheit zurückzuführen, der der Ratschlag „Sell in May and go away, but remember to come back in September.“ (Verkaufe im Mai, aber vergiss nicht, im September wieder zu kaufen.) zugrunde liegt.

## Nachweise
Eine Internationale Untersuchung bestätigt die Existenz des Wintereffekts auf den Kapitalmärkten zahlreicher Länder. Mit Ausnahme von Neuseeland konnten in allen 37 Ländern überdurchschnittliche Renditen in den Wintermonaten erzielt werden. Untersucht wurden (soweit vorhanden) Kapitalmarktdaten von 1970 bis 1988.

## Kritik
Ein wesentlicher Kritikpunkt ist die Anhäufung von Kapitalmarktschocks (u. a. etwa die Rubelkrise) in der Sommerperiode und der sogenannte Januareffekt, welcher die durchschnittliche Performance der Wintermonate verbessern könnte. Tatsächlich sank die durchschnittliche Überrendite der Wintermonate am amerikanischen Aktienmarkt nach Korrektur dieser Effekte von 1,0349 % auf 0,6205 %.

## Wirtschaftliche Bedeutung
Trotz der Kritik weisen einige Arbeiten selbst unter Berücksichtigung von Kapitalmarktschocks, des Januareffekts und Transaktionskosten auf die Profitabilität einer entsprechenden Investmentstrategie hin. Im direkten Vergleich einer Sell-in-May-Strategie gegenüber einer Buy-and-Hold-Strategie zeigte erstere eine geringfügig bessere Performance.
Nicht zuletzt aufgrund dieser Ergebnisse bieten zahlreiche Finanzdienstleister Investmentstrategien auf Basis des Wintereffekts an. Eine weit verbreitete Form stellen (Saison-)Zertifikate dar. Dabei handelt es sich um Index-Zertifikate auf Basis spezieller Saisonindizes. Bei dieser so genannten Sell in Summer-Strategie wird der Indexwert eines bekannten Leitindex (z. B. DAX) während der Sommermonate eingefroren. In den übrigen Monaten partizipiert ein solcher Saisonindex voll an der Wertentwicklung des verwendeten Leitindexes. Generell, aber vor allem bei Zertifikaten ist darauf zu achten, dass Transaktionskosten, Gebühren und versteckte Kosten die Erträge stark beeinflussen können.